# Zbigniew Puchalski (żeglarz)
Zbigniew Puchalski (ur. 28 marca 1933 w Warszawie, zm. 8 listopada 2014 w Queenslandzie (Australia)) – polski żeglarz, uczestnik regat oceanicznych, samotnie opłynął Ziemię na jachcie "Miranda".

## Życiorys
Syn Bolesława Montwit Puchalskiego oraz Aleksandry Puchalskiej z domu Gellert. W 1946 jego rodzina osiedliła się w Koszalinie. W 1948 ukończył kurs w Państwowym Centrum Wyszkolenia Morskiego w Gdyni. Wyjechał na Śląsk, gdzie skończył Liceum Przemysłu Hutniczego w Chorzowie, jednocześnie pracując na nocne zmiany w kopalniach węgla kamiennego. Wakacje spędzał w klubie żeglarskim "Tramp", żeglował po jeziorach lub na Bałtyku.
W latach 1952–1953 pracował w Walcowni Metali Kolorowych "Dziedzice", następnie rozpoczął studia na Wydziale Metalurgii Akademii Górniczo-Hutniczej w Krakowie, uzyskując dyplom magistra inżyniera w 1961. W 1964 uzyskał patent jachtowego sternika morskiego.
W 1965 rozpoczął pracę w Stoczni im. Komuny Paryskiej w Gdyni na stanowisku starszego technologa, następnie w Dziale Programowania Rozwoju Stoczni. W 1965 opatentował wynalazek "Metoda zabezpieczenia izolatorów do tranzystorów przed korozją". Pieniądze za opatentowany wynalazek przeznaczył na budowę jachtu pełnomorskiego. Kupił wrak jachtu zatokowego zbudowany w 1935, który był przeznaczony na złom i własnoręcznie go wyremontował przy pomocy Stoczni w której pracował. Jacht nazwał „Miranda” – na cześć samosteru Sir Francisa Chichestera, który ten zamontował własnego pomysłu na Gipsy Moth III przed regatami OSTAR 1960. We wrześniu 1970 odbył się uroczysty chrzest „Mirandy”.
Jednocześnie podnosił kwalifikacje żeglarskie, uzyskał kolejno jachtowego kapitana żeglugi bałtyckiej (1967) i jachtowego kapitana żeglugi wielkiej (1969). Do 1971 przybył w sumie 15 tys. mil morskich. W barwach stoczniowego Jacht Klubu "Stal" dwukrotnie zdobył mistrzostwo Polski w klasie Star. Na własnym jachcie "Miranda" wziął udział w samotnych regatach transatlantyckich OSTAR-72, w których na 55 startujących jachtów zajął 32. miejsce.
Z jego inicjatywy Stocznia im. Komuny Paryskiej patronowała budowie jachtu "Copernicus", w którego załodze wziął udział w latach 1973–1974 w regatach dookoła świata Whitbread 1973. W 1975 wystartował w samotnych regatach atlantyckich AZAB-75 na brytyjskim jachcie "Orzeł" pod polską banderą, zajmując 13. miejsce na 56 startujących jachtów. W 1976 na jachcie "Miranda" wziął udział w kolejnych regatach transatlantyckich OSTAR-76, traktując je jako pierwszy etap samotnego rejsu dookoła świata. Rejs przez Kanał Panamski, Australię i wokół Przylądka Dobrej Nadziei, odbył się w latach 1976–1980.
W 1981 opuścił Polskę, udając się do Australii, gdzie podjął pracę w koncernie CRA-Comalco w Sydney. W 1997 przeszedł na emeryturę i osiedlił się w Queenslandzie w północno-wschodniej Australii. W 2005 – w 25 rocznicę ukończenia samotnego rejsu dookoła świata – odwiedził Polskę.
Zmarł 8 listopada 2014 roku.
11 czerwca 2018 r. odsłonięto jego tablicę w Alei Żeglarstwa Polskiego w Gdyni. 